# Andrej Avgustovič Ėbergard
Andrej Avgustovič Ėbergard, in russo Андрей Августович Эбергард? (Patrasso, 9 novembre 1856 – Pietrogrado, 19 aprile 1919), è stato un ammiraglio russo della Marina Imperiale Russa.

## Biografia
Diplomato all'accademia navale di San Pietroburgo nel 1878. Dal 1882 al 1884 fu assegnato alla flotta del Pacifico come ufficiale addetto alle comunicazioni. Nel 1886 diventò aiutante di campo dell'ammiraglio Šestakov (Ministro della Marina nel periodo) e nel 1891 diventò aiutante di campo dell'ammiraglio Tyrto, comandante della Flotta del Pacifico russa. Nel 1896 Ėbergard fu inviato presso la Flotta del Mar Nero dove espletò le funzioni di ufficiale di tiro sulle navi Ekaterina II e Chesma. Nel 1898, al comando dell'incrociatore corazzato Ammiraglio Nachimov prese parte alle operazioni delle potenze coloniali durante la ribellione dei Boxer in Cina.
Durante la guerra russo-giapponese fu attendente navale in capo presso il viceré della Manciuria Evgenij Alekseev. Nel 1905 ottenne il comando della corazzata Imperatore Alessandro II e nel 1906 passò alla Panteleimon. Fu promosso contrammiraglio nel 1907 e viceammiraglio nel 1909.
Ėbergard diventò capo di stato maggiore della marina dal 1908 e comandante in capo della Flotta del Mar Nero dal 1911. Durante la prima guerra mondiale riuscì con delle navi antiquate a limitare l'iniziativa della Flotta Ottomana, comandata dall'ammiraglio tedesco Wilhelm Souchon e a bloccare i porti turchi del Mar Nero. I grossi danni inflitti dai sommergibili tedeschi alla flotta russa portarono al suo avvicendamento con Aleksandr Kolčak nel 1916.